# Allemette
L'Allemette est un cours d'eau français, qui coule dans le département de l'Indre, en région Centre-Val de Loire.
C'est un affluent de l'Anglin, donc un sous-affluent de la Loire, par la Gartempe, la Creuse et la Vienne.

## Géographie

### Cours
Le cours d'eau à une longueur de 24,15 km.
Il prend sa source dans le département de l'Indre, à 234 m d'altitude, près du lieu-dit « les Landes », sur le territoire de la commune de Chaillac, puis s'écoule vers le nord-ouest.
Son confluent avec l'Anglin, se situe dans le département de l'Indre, à 98 m d'altitude, sur le territoire des communes de Bélâbre (lieu-dit « la Forge ») et de Chalais,.

Le confluent en 2025
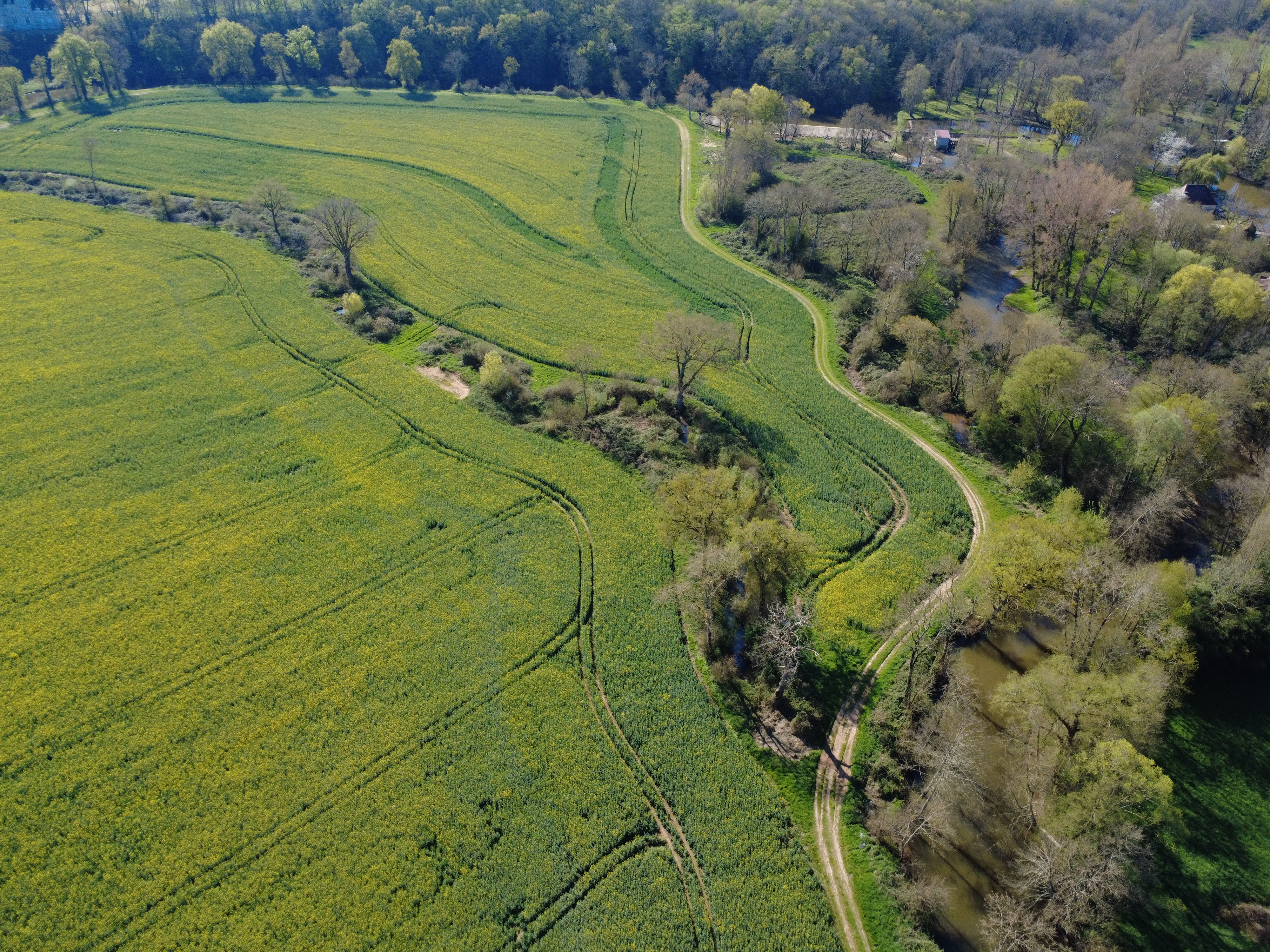
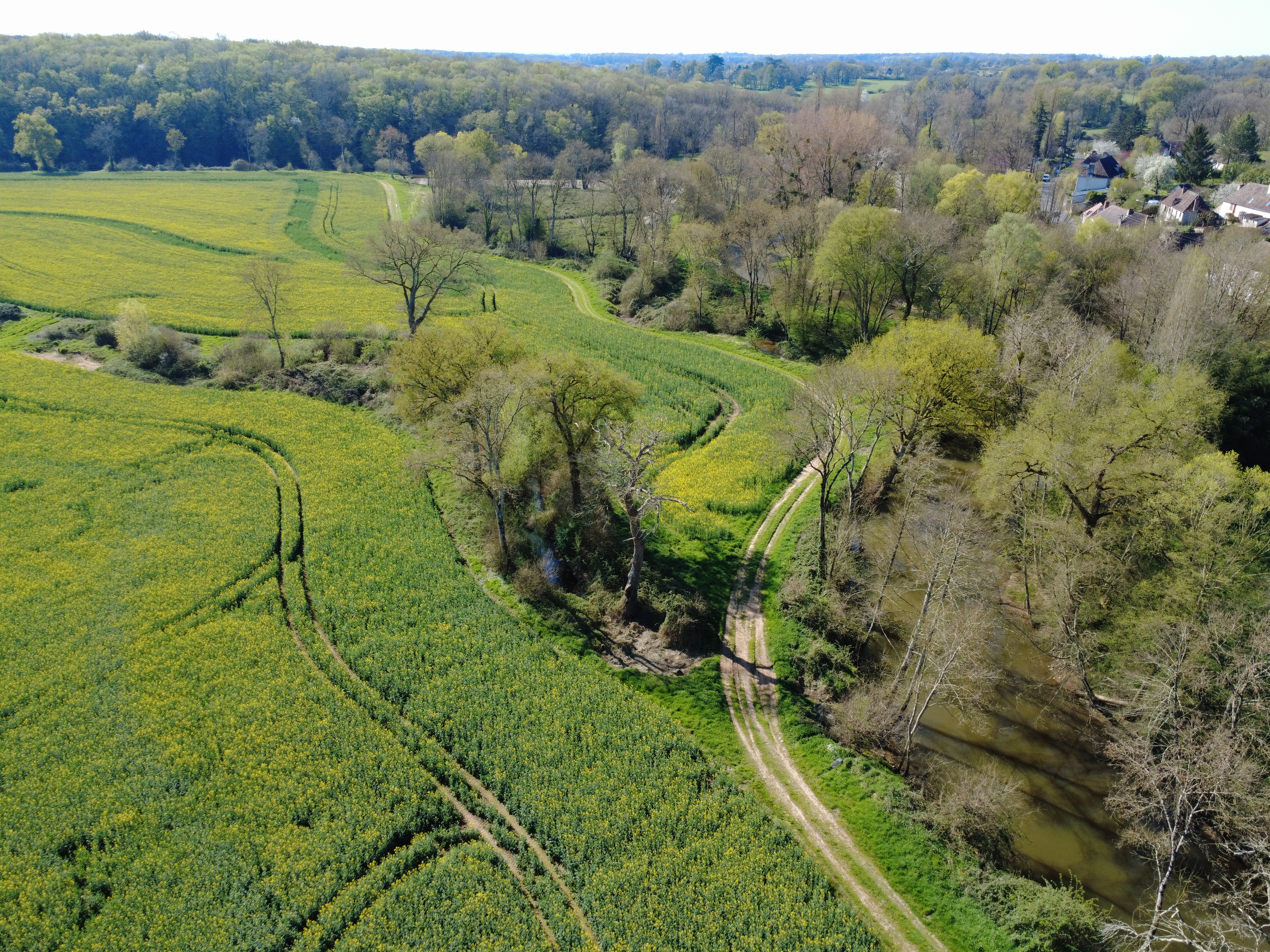

### Départements et communes traversés
L'Allemette traverse quatre communes : Bélâbre, Chaillac, Chalais et Lignac,.

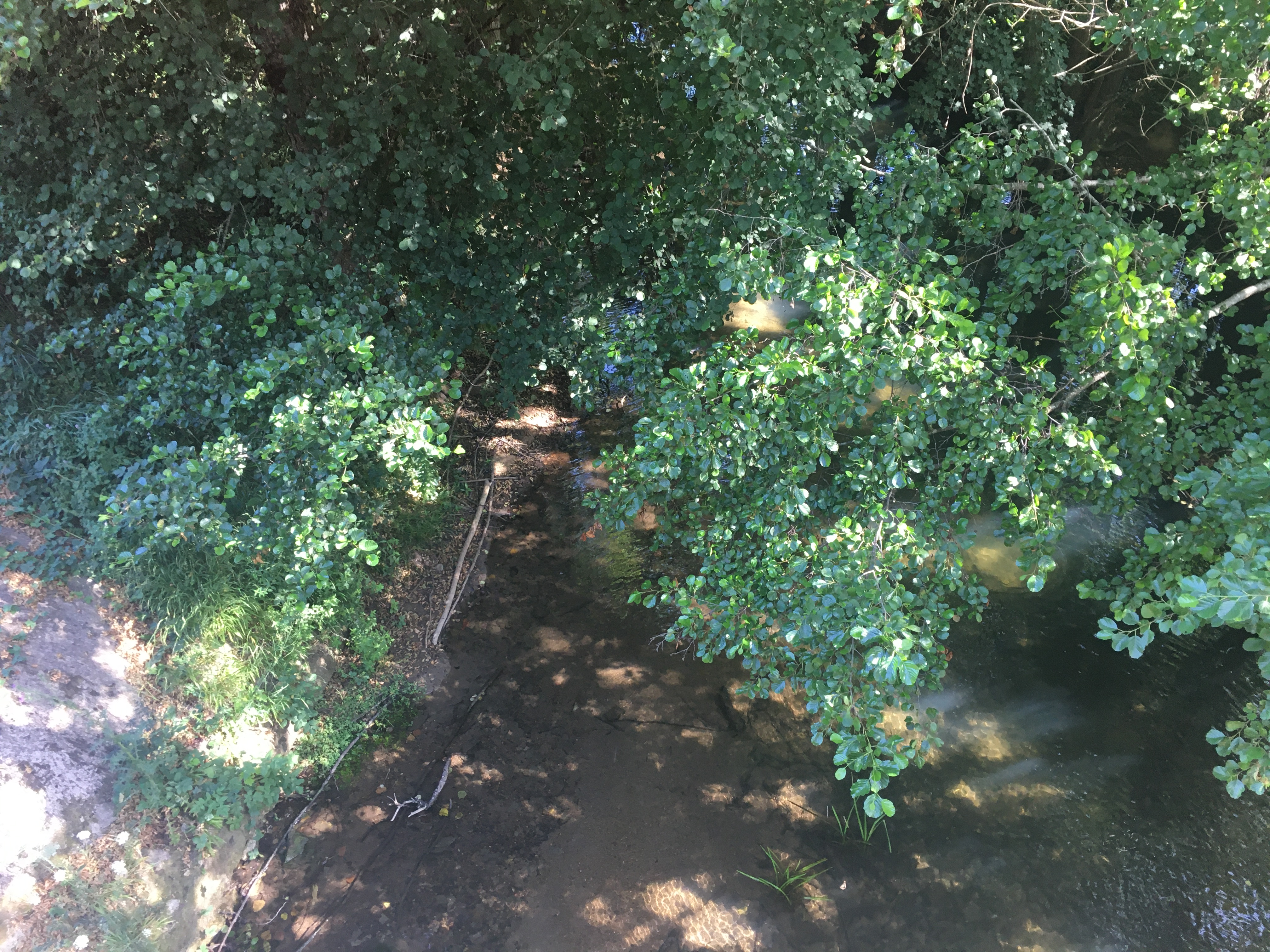
Chalais en 2020.

### Bassin versant
Les bassins hydrographiques sont découpés dans le référentiel national BD Carthage en éléments de plus en plus fins, emboîtés selon quatre niveaux : régions hydrographiques, secteurs, sous-secteurs et zones hydrographiques.
L'Allemette traverse les trois zones hydrographiques suivantes :
- l'Allemette & ses affluents ;
- l'Anglin de l'Abloux à l'Allemette ;
- l'Anglin de l'Allemette à la Benaize.

Le bassin versant de l'Allemette s'insère dans la zone hydrographique « L'Allemette & ses affluents », au sein du bassin DCE plus large « La Loire, les cours d'eau côtiers vendéens et bretons ».

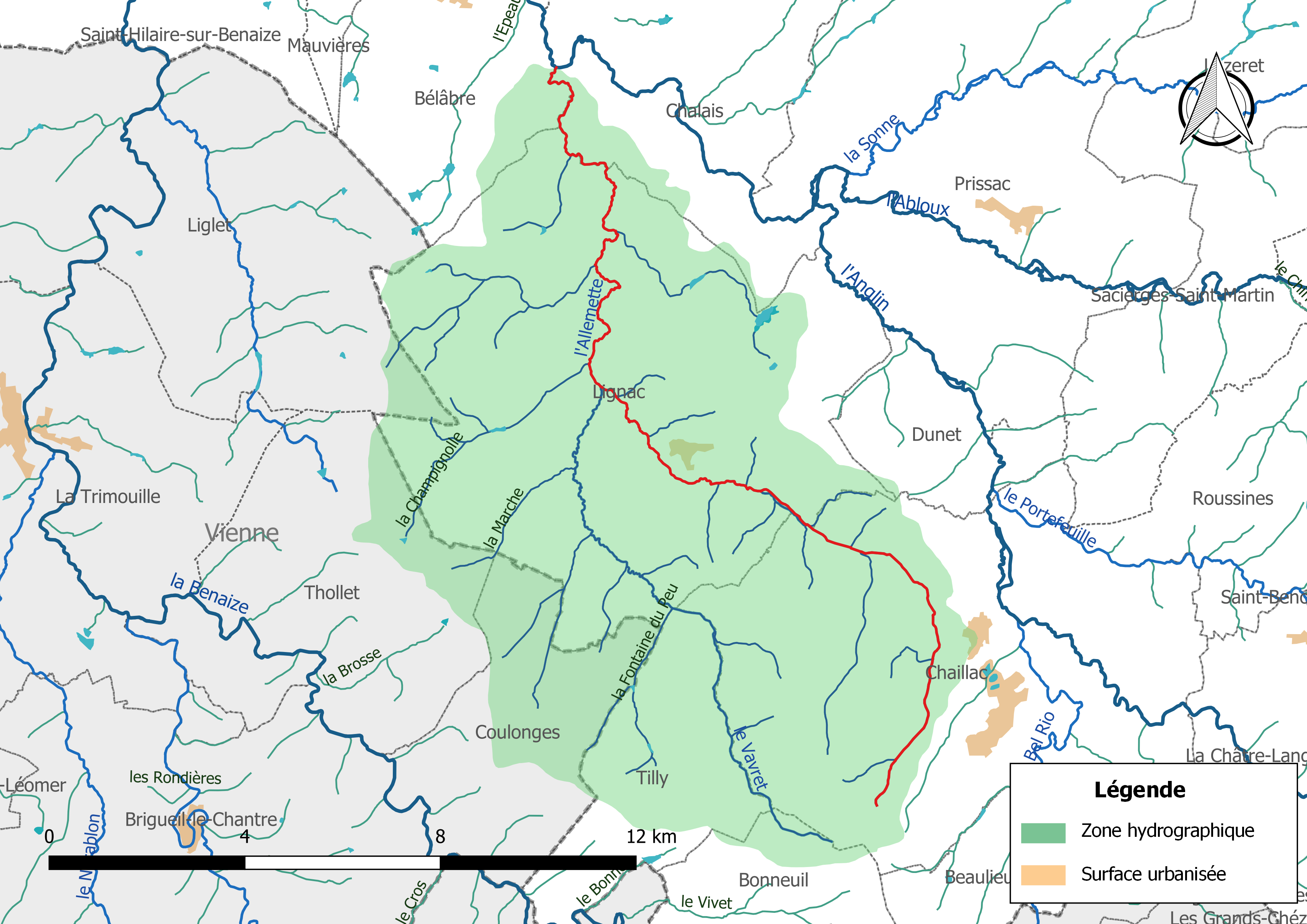
L'Allemette (en rouge) et la zone hydrographique dans laquelle il s'insère.
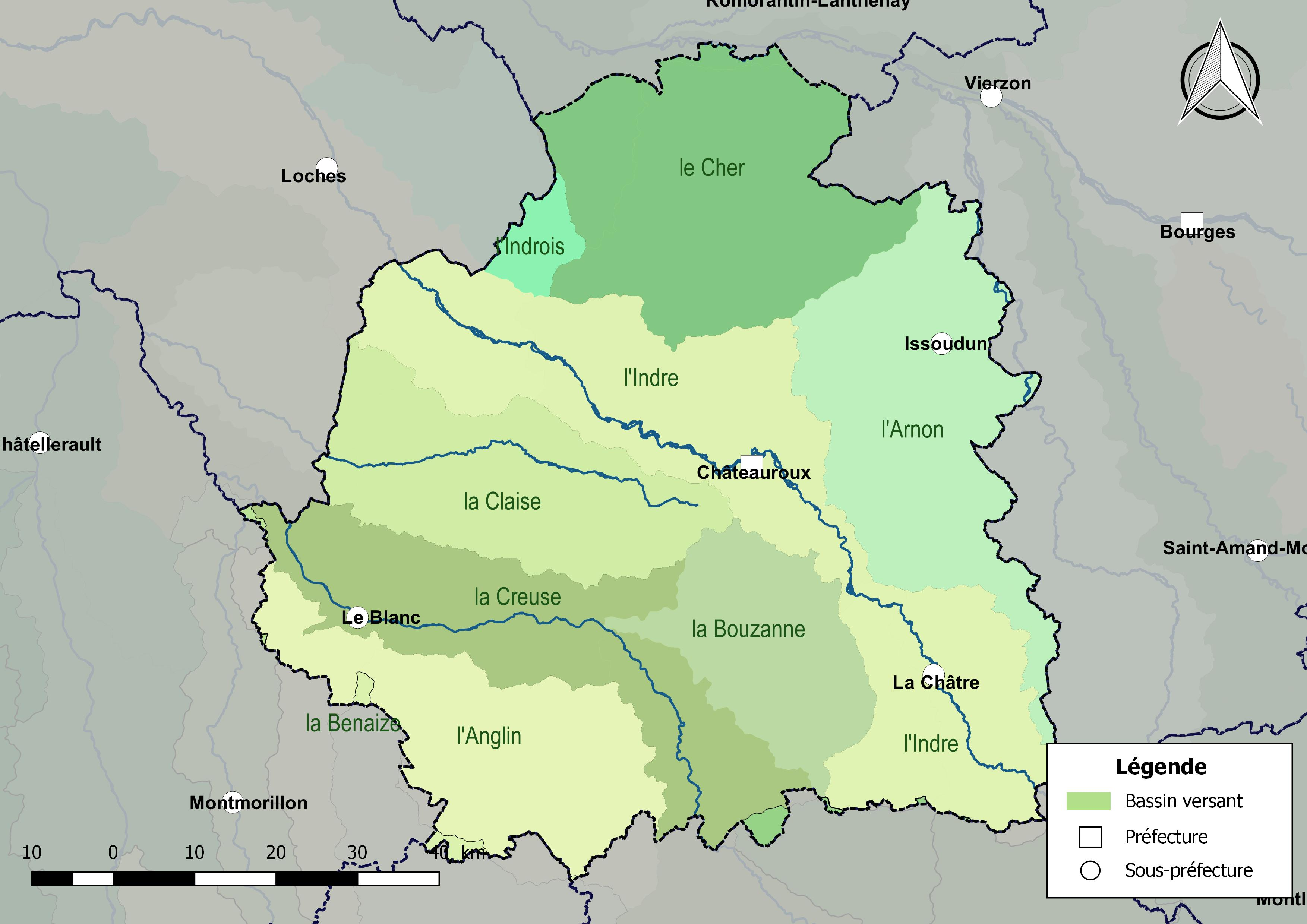
Les principaux bassins versants du département de l'Indre.

#### Échelle du bassin
En France, la gestion de l’eau, soumise à une législation nationale et à des directives européennes, se décline par bassin hydrographique, au nombre de sept en France métropolitaine, échelle cohérente écologiquement et adaptée à une gestion des ressources en eau. L'Allemette est sur le territoire du bassin Loire-Bretagne et l'organisme de gestion à l'échelle du bassin est l'agence de l'eau Loire-Bretagne.

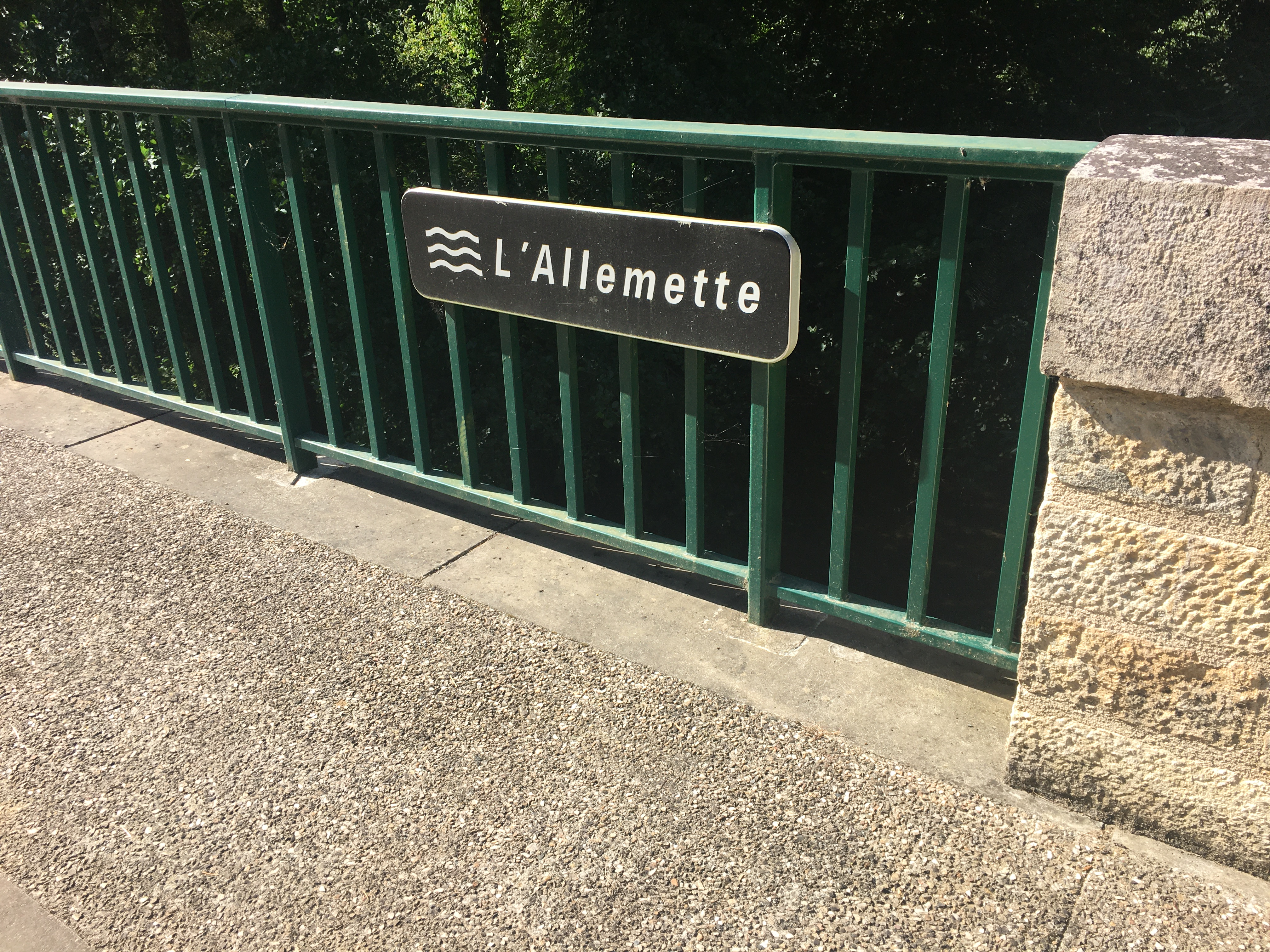

### Organisme gestionnaire
Le syndicat mixte d’aménagement de la Brenne, de la Creuse, de l’Anglin et de la Claise (SMABCAC) est l'organisme gestionnaire du cours d'eau.

## Affluents
L'Allemette possède quatorze affluents.
| Noms                  | km | Noms     | km |
| --------------------- | -- | -------- | -- |
| Le Vavret             | 14 | L5556900 | 3  |
| L5556400              | 6  | L5554550 | 2  |
| La Champignolle       | 6  | L5554100 | 1  |
| Ruisseau de Bonnefont | 5  | L5554050 | 1  |

| Noms     | km | Noms     | km |
| -------- | -- | -------- | -- |
| L5556800 | 6  | L5554700 | 1  |
| L5554300 | 2  | L5554250 | 1  |
| L5554600 | 2  | L5554500 | 1  |

### Rang de Strahler
Son rang de Strahler est de trois.

## Hydrologie

### État des masses d'eau et objectifs
Pour les cours d’eau, la délimitation des masses d’eau est basée principalement sur la taille du cours d’eau et la notion d’hydro-écorégion. Ces masses d’eau servent ainsi d’unité d’évaluation de l’état des eaux dans le cadre de la directive européenne.
L'Allemette fait partie de la masse d'eau codifiée FRGR1869 et dénommée « L'Allemette et ses affluents depuis la source jusqu'à la confluence avec l'Anglin ».
Le schéma directeur d'aménagement et de gestion des eaux (Sdage) Loire-Bretagne est un document de planification dans le domaine de l’eau. Il définit, pour une période de six ans les grandes orientations pour une gestion équilibrée de la ressource en eau ainsi que les objectifs de qualité et de quantité des eaux à atteindre dans le bassin Loire-Bretagne. L'état des lieux 2013 défini dans la SDAGE 2016 – 2021 et les objectifs à atteindre pour cette masse d'eau sont les suivants,, :
| Code masse d'eau    | FRGR1869                                                                          |
| Libellé masse d'eau | L'Allemette et ses affluents depuis la source jusqu'à la confluence avec l'Anglin |

| Écologique | Biologique | Physico-chimie générale | Polluants spécifiques |
| ---------- | ---------- | ----------------------- | --------------------- |
| Moyen      | Moyen      | Moyen                   | X                     |

| Écologique | Chimique | Global   |
| ---------- | -------- | -------- |
| Bon état   | Bon état | Bon état |

## Aménagements et écologie

### Milieu naturel
L'Allemette et ses cours d'eau affluents de la source jusqu'à la confluence avec l'Anglin sont classés dans la liste 1 au titre de l'article L. 214-17 du code de l'environnement sur le Bassin Loire-Bretagne. Du fait de ce classement, aucune autorisation ou concession ne peut être accordée pour la construction de nouveaux ouvrages s'ils constituent un obstacle à la continuité écologique et le renouvellement de la concession ou de l'autorisation des ouvrages existants est subordonné à des prescriptions permettant de maintenir le très bon état écologique des eaux.
Le cours d'eau est de deuxième catégorie.